# Scintillatie (radar)
Scintillatie bij radarinstallaties is het verschijnsel dat een op radar getoond object "in de rondte lijkt te springen". Dit wordt veroorzaakt door de verplaatsing en rotatie van het reflectievlak van objecten waar de radiostralen vanaf reflecteren. Dit kan veroorzaakt worden door beweging of draaiing van het object. 